# Titikaveka FC
Titikaveka FC ist eine Fußballmannschaft aus den Cookinseln. Sie ist in Titikaveka auf der Hauptinsel Rarotonga zuhause. Sie spielt in der höchsten Spielklasse der Cookinseln, dem Cook Islands Round Cup. Die Nationale Meisterschaft konnte bisher 14-mal gewonnen werden, damit ist der Verein Rekordmeister der Inselgruppe. Auch der nationale Pokal konnte bereits dreimal gewonnen werden.

## Erfolge
- Cook Islands Round Cup: 14[1]

1950, 1971, 1972, 1973, 1974, 1975, 1976, 1977, 1978, 1979, 1981, 1982, 1983, 1984
- Cook Islands Cup: 3[2]

1950, 1979, 1984